# Fußball in Chile

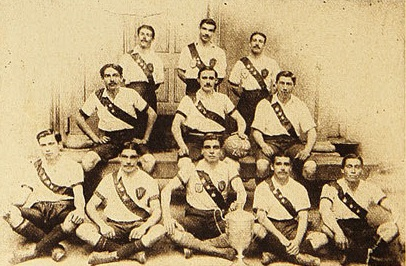
Die Mannschaft der Santiago Wanderers im Jahr 1907

Der Fußball in Chile entwickelte sich durch das Eintreffen englischer Seefahrer in der Hafenstadt Valparaíso, die 1892 mit dem CD Santiago Wanderers den ältesten noch bestehenden Fußballverein des Landes ins Leben riefen. Der nach dem Heiligen Jakobus benannte Verein hat keinerlei Verbindung zur Hauptstadt Santiago de Chile, wie man aufgrund des Namens vermuten könnte. Vielmehr entschieden sich die Gründer für diesen Namen, weil die ursprünglich vorgesehene Bezeichnung Valparaíso Wanderers durch einen bereits existierenden Sportverein belegt war.

## Einheimische Turniere

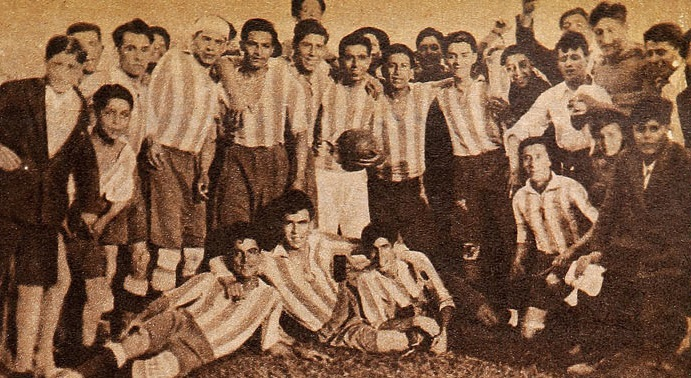
Die erste Meistermannschaft von Magallanes, 1933

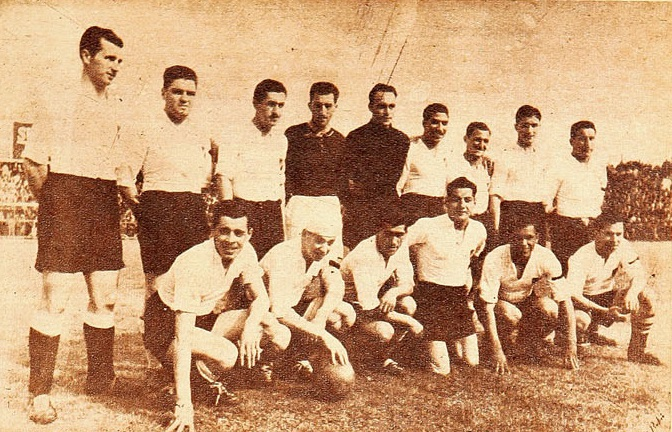
Die erste Meistermannschaft von Colo-Colo, 1937

Wenige Jahre nach Gründung der Santiago Wanderers entstanden 1897 mit Unión Española in Santiago de Chile und dem CD Magallanes in der Vorstadt Maipú die zwei ältesten noch existierenden Vereine in der Hauptstadtregion. 
In den frühen Jahren des chilenischen Fußballs fanden regionale Meisterschaftsturniere nur in der Hafenstadt Valparaíso und der Hauptstadt Santiago de Chile statt und erst allmählich breitete der Fußball sich über das ganze Land aus. Die landesweite Profiliga wurde 1933 eingeführt und in den ersten Jahren vom CD Magallanes dominiert, der die ersten drei Meisterschaften in Serie gewann. Sein Hauptkonkurrent zu jener Zeit war der 1910 von italienischen Einwanderern ins Leben gerufene Audax Italiano, der nach zwei Vizemeisterschaften in den Jahren 1934 und 1935 erstmals 1936 selbst den Titel gewann. 1937 gewann dann der aus einer Abspaltung des CD Magallanes hervorgegangene heutige Rekordmeister CSD Colo-Colo (31 Titel) seinen ersten Titel. Galt in der Anfangszeit noch das Derby zwischen Colo-Colo und Magallanes (auch als Clásico Padre e Hijo, dt. Klassiker Vater und Sohn, bezeichnet) das wichtigste Spiel des Landes, so gilt heute die Auseinandersetzung zwischen Colo-Colo und dem CF Universidad de Chile (zweiterfolgreichster Verein des Landes mit 17 Meistertiteln) als das „Spiel des Jahres“ in Chile (El Clásico del fútbol chileno).
Ebenfalls 1933 wurde der erste chilenische Pokalwettbewerb ins Leben gerufen, der in den 1950er Jahren durch die noch heute ausgetragene Copa Chile abgelöst wurde.
Eine landesweite zweite Liga wurde erstmals 1935 ausgetragen und in der Eröffnungssaison von Santiago Morning gewonnen. Profistatus erhielt diese Liga 1952.

## Größte Erfolge im internationalen Fußball

### Vereine
Die größten Erfolge auf Vereinsebene erzielte der CSD Colo-Colo 1991 mit dem Gewinn der Copa Libertadores und im folgenden Jahr mit dem Gewinn der Copa Interamericana und der Recopa Sudamericana. Ein Erfolg im Weltpokal blieb allerdings versagt, weil die Mannschaft (1991) mit 0:3 gegen den FK Roter Stern Belgrad verlor. 
Weitere Erfolge auf internationaler Ebene erzielten der CD Universidad Católica mit dem Gewinn der Copa Interamericana (1994) und der CF Universidad de Chile mit dem Gewinn der Copa Sudamericana (2011). Der Erfolg der Cato war allerdings nur möglich durch den Verzicht des FC São Paulo, der sich im Finale um die Copa Libertadores 1993 durchgesetzt hatte und eigentlich antrittsberechtigt gewesen wäre. 

### Nationalmannschaft
Die Chilenische Fußballnationalmannschaft nahm bisher neunmal an einer Fußball-Weltmeisterschaft teil und erzielte ihr bestes Ergebnis bei der im eigenen Land ausgetragenen Fußball-Weltmeisterschaft 1962, wo sie nach dem Scheitern im Halbfinale gegen den späteren Weltmeister Brasilien den dritten Platz belegte. 
Weniger erfolgreich gestalteten sich die ersten vier von Gastgeber Chile veranstalteten Turniere um die Copa América. In drei dieser vier Fälle belegte die Mannschaft (1920, 1941 und 1945) den letzten Platz, ehe bei der fünften Austragung im eigenen Land 1955 ein zweiter Platz heraussprang. Erstmals 2015 bei der schon siebten Austragung im eigenen Land gelang der erste Turniersieg in der Copa América überhaupt, der im folgenden Jahr in den Vereinigten Staaten verteidigt werden konnte. In beiden Finals stand Chile seinem Nachbarn Argentinien gegenüber und konnte sich jeweils nach torlosen Begegnungen im anschließenden Elfmeterschießen durchsetzen. Beim FIFA-Konföderationen-Pokal 2017, dem Pokal der Kontinentalmeister, gelang Chile der Finaleinzug, verlor dort allerdings gegen Weltmeister Deutschland.